# Manu Chao
Manu Chao, all'anagrafe José Manuel Arturo Tomás Chao Ortega (Parigi, 21 giugno 1961), è un cantautore spagnolo con cittadinanza francese.

## Biografia
Nasce a Parigi il 21 giugno 1961 da Ramón Chao, giornalista originario di Lugo, in Galizia, e Felisa Ortega, ricercatrice al CNRS, basca di Bilbao. La coppia si trasferì in Francia per sfuggire alla dittatura di Francisco Franco, che durò fino alla morte del caudillo, nel 1975. Manu crebbe nella zona suburbana della capitale francese, tra Boulogne-Billancourt e Sèvres. La sua casa era molto pittoresca poiché il padre già ospitava molti rifugiati delle dittature sudamericane da cui poté ricavare esperienze dirette, anche di artisti. Oggi vive a Barcellona nel Barrio Gotico.

### Musica
Fece il suo esordio musicale all'interno del panorama alternativo parigino con le band Hot Pants e Los Carayos in esibizioni underground gratuite nelle periferie. Nel 1987, Chao, il fratello Antoine Chao e il loro cugino Santiago Casariego fondarono la band Mano Negra. Manu assume lo pseudonimo di Oscar Tramor: il nome deriva da una vecchia canzone di Irma Serrano detta La Tigressa, regina della canzone messicana; ella cantava Busca otro amor, Manu traduce sbrigativamente Oscar Tramor, la canzone gli piace così tanto da assumere quello stesso nome per molti anni. Il complesso ebbe subito successo in Francia con il singolo Mala vida. Dopo un tour in Sudamerica nel 1995, la band si divise causa "esaurimento delle motivazioni originarie", a detta dello stesso Manu, il quale a questo punto si dedica a viaggiare in Africa e poi in America Latina: da questi viaggi trae esperienze importantissime e svariati insegnamenti. Tre anni dopo inizia la sua promettente carriera da solista con i Radio Bemba Sound System.
Manu Chao canta in spagnolo, galiziano, francese, arabo, portoghese, italiano, inglese e wolof, mescolando inoltre spesso più lingue nella stessa canzone. Ha fatto parte del progetto Playing for Change.
Nonostante sia un artista molto noto nel mondo latino, non gode di grande considerazione nei paesi anglofoni in cui l'artista parigino non è mai riuscito a sfondare. Tuttavia la sua canzone Bongo Bong è diventata una hit mondiale nell'esecuzione di Robbie Williams.
In Italia, all'apice del successo, è stato anche ospitato nella trasmissione di Adriano Celentano Francamente me ne infischio dell'anno 1999. Si esibì con il suo gruppo e in un duetto con lo stesso cantante. Ancora con il molleggiato incise nel 2003 un brano intitolato La manifestazione, rimasto però diversi anni nel cassetto fino al 2011, quando Adriano lo riprese e lo reincise come Non so più cosa fare in collaborazione con Franco Battiato, Jovanotti e Giuliano Sangiorgi.
Si fece notare nel 2001 dopo la sua partecipazione al concerto contro il G8. Destò molto clamore la sua posizione anti-globalista, della quale la sua è diventata la musica simbolo.

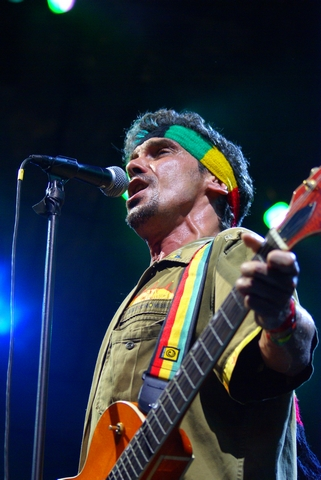
Manu Chao a Brooklyn

Assieme al suo grande amico Tonino Carotone ha cantato: il brano "La Trampa" sigla della commedia Drew Carey's Green Screen Show, il brano "A Cosa" contenuto nel suo disco "La Radiolina" mentre sul disco di Tonino Carotone "Ciao Mortali" hanno cantato insieme il brano "Pornofutbol".
Tra il 2003 e 2004 ha collaborato con gli artisti maliani Amadou & Mariam, producendo il loro album Dimanche à Bamako, nel quale ha anche partecipato come cantante.
Nel 2012 ha composto la canzone Let Me Come the River Flow per i Tokyo Ska Paradise Orchestra.
Nel 2012 ha iniziato una lunga tournée (La Ventura Tour), con concerti che toccano numerose località di tutto il mondo, sospesa nel 2020, a causa della pandemia di COVID-19.
Dal 2017, dopo quasi dieci anni di silenzio, Manu Chao torna a pubblicare delle canzoni inedite, in download gratuito sul suo sito. Tra questi No solo en China hay futuro e Words of Truth richiamano il classico stile musicale dell'artista; altre sono frutto della collaborazione con l'artista Chalart 58. Mentre cinque brani tra cui, Moonlight avenue, sono accreditati alla sigla Ti.po.ta., un nuovo duo formato dal musicista e dall’attrice greca Klelia Renesi.
Nel 2019 esce l'album Clandestino/Bloody Border, ristampa dell'album del 1998 con l'aggiunta di tre brani inediti.
Il 29 maggio 2024 pubblica il singolo Viva tu, che anticipa il suo prossimo album omonimo, in uscita il 20 settembre, anticipato anche da un secondo singolo, São Paulo Motoboy, pubblicato il 26 giugno 2024.
Il 28 agosto dello stesso anno uscì anche il terzo singolo estratto dal nuovo album Tu Te Vas, insieme alla cantante francese Laeti.

## Stile musicale
La sua musica ha subito molte influenze: il rock and roll, la chanson francese, la salsa spagnolo-americana, il reggae, lo ska e il raï algerino. Queste influenze derivano principalmente dalle sue relazioni con altri immigrati in Francia, dalle sue origini spagnole e dai viaggi in Mesoamerica come nomade. I testi trattano soprattutto di amore, di immigrazione, della vita nei ghetti e trasmettono spesso un messaggio terzomondista.
La sua musica è caratterizzata oltre che dall'utilizzo delle diverse lingue anche dal confluire di diversi generi: reggae, punk, ska rock e tanti altri. Chiara e comprovata una spiccata influenza dei Clash, dal punto di vista stilistico, musicale ed ideologico.

## Discografia

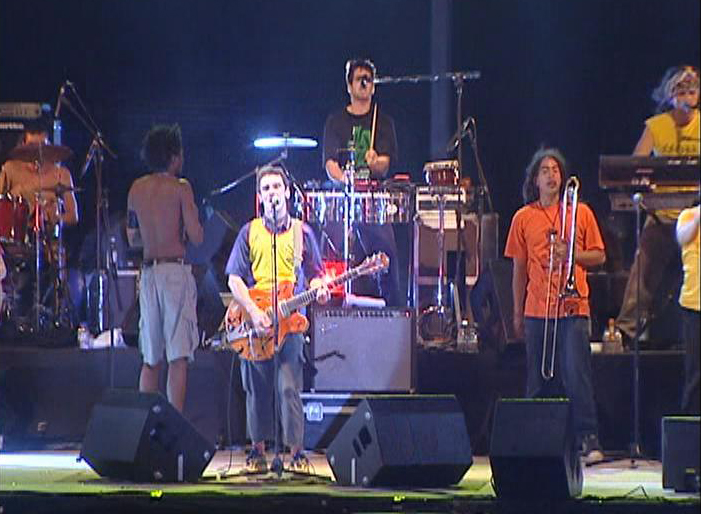
Manu Chao in concerto

### Album
Con Mano Negra
- 1988 – Patchanka
- 1989 – Puta's Fever
- 1991 – King of Bongo
- 1992 – In the Hell of Patchinko (live)
- 1994 – Casa Babylon
- 1998 – Best of Mano Negra

Solista
- 1998 – Clandestino
- 2001 – Próxima Estación: Esperanza
- 2002 – Radio Bemba Sound System (live)
- 2004 – Sibérie m'était contéee
- 2007 – La radiolina
- 2009 – Baionarena (live)
- 2019 – Clandestino / Bloody Border
- 2023 - Inna Reggae Style
- 2024 - Viva Tu

#### Altri album
- 2008 – Estación México (live registrato durante un concerto in Messico; distribuito solo in Messico e El Salvador)
- 2009 – Radio La Colifata (registrato in radio in Argentina a fini benefici)

### Singoli
- 1999 – Bongo Bong
- 2000 – Clandestino
- 2001 – Merry Blues
- 2001 – Me gustas tú
- 2002 – Mr. Bobby
- 2007 – Rainin in Paradize
- 2007 – Me llaman calle
- 2007 – Politik Kills
- 2008 – Politik Kills (Remixes) (EP)
- 2008 – La vida tombola
- 2012 – Let me come the river flow
- 2017 – Seeds of freedom
- 2017 – Words of truth
- 2017 – No solo en China hay futuro
- 2017 – La marea
- 2017 – A la par del amor (con Sr. Wilson)
- 2017 – Athina Vrazi (Ti.po.ta)
- 2017 – Moonlight Avenu (Ti.po.ta)
- 2017 – Peki Peki Song (Ti.po.ta)
- 2024 – Viva tu

### Internet
Live bonus pubblicati su manuchao.net
- Live Bruxelles (Belgio, 2003)
- Live Tokyo (Giappone, 2010)

### Cover in italiano
- 2015 – ClandestiNO è la versione in italiano di Clandestino, tradotta da Lorenzo Kruger e interpretata dai Nobraino in un videoclip, non pubblicato su album per problemi editoriali.

- 2025 - A me mi piace è un campionamento di Me gustas tú interpretata da Alfa insieme allo stesso Manu Chao.

## Premi
- Premio Goya 2006 per la Miglior canzone originale: Me llaman calle, dal film Princesas (2005)

## Videografia

### DVD
- 2002: Babylonia en Guagua
- 2005: Mano Negra: Out of time
- 2009: Baionarena

## Media

### TV
Concerti trasmessi su canali televisivi
- Estratti: "El viento", Tijuana, 2000
- Estratti: "El viento", live à La Cigale, Paris, Francia, 2001
- Estratti: "Machine gun", Paris, Francia 2001
- Live glastonbury, UK 2002
- Estratti: Live Marseille, Francia, 2002
- Estratti: Live festival Son Latinos, Tenerife, España 2003
- Estratti: "mr bobby", "welcome to tijuana" live Colmar, Francia 2003
- Live Buenos aires, Argentina 2005
- Live Caracas, Venezuela 2006
- Estratti: "mr bobby" , werchter, belgique 2006
- Live Mexico, Zocalo de la ciudad de México, D.F. 2006
- Live festival coachella, USA 2007
- Live festival tempo latino, Francia 2007
- Live glastonbury, UK, 28 & 29 giugno 2008
- Estratti: "la vida tombola", Paléo Festival Nyon, Swiss 2008
- Live exit festival, Serbia 2008
- Estratti: "Romerito verde", Perm, Russia 2011
- Estratti: "mr bobby", "dia luna dia pena" , Paléo Festival Nyon, Swiss 2012
- Estratti: live Bogota, Colombia 2012

Music TV show
- Hora Prima, MTV Latino 1998
- Nulle Part Ailleurs, Canal+ 1998
- La Musicale, Canal+ 2005
- Live concert privé, Canal+ 2007
- Later... with Jools Holland, BBC 2007
- The henry rollins show 2007
- Live abbey road 2008
- One shot not, arte 2008
- Austin City Limits, 2008
- Le Grand Journal, Canal+ 2008
- Taratata, france télévision 2008

Documentario tv
- Giramundo tour, arte 2001
- Tracks, arte 2001
- Envoyé special: "manu chao incognito", France 2, 2002
- Voyage à Bamako, M6, 2005 (DVD Paris Bamako, Amadou & Mariam)
- Malegria, 2007
- 66 minutes: Le projet fou de Manu Chao, M6, 2008

### Radio
concerti trasmissione: 
- Live Roskilde festival, Danimarca 2001
- Live, new york, USA 2001
- estratti: Live Wiesen festival, Austria 2001
- Live Gurtenfestival, Svizzera 2001
- Live Paleo festival, Svizzera 2001
- Live (+ intervista)  Esperanzah festival, Belgio 2007
- Live Way Out West Festival, Svezia 2007

emissioni radio: 
- live, Radio Nova, 1998
- live, Radio Popolare, 1999
- intervista, Ondes de choc, France inter, 2001
- live, KCRW, 2001
- live, Club Lek, 3FM, 2002 (+ video streaming)
- intervista, Paroles et musique, RTL, 2002
- intervista, La bande passante, RFI, 2002
- live, OÜI FM, 2002
- live, RTL2, 2002
- live, France Inter, 2002
- intervista, rapporto, "le tambour de Manu Chao", radio têtard (webradio), 2004
- live, KCRW, 2007
- live à la boule noire, concert privé, OÜI FM, 2007
- live studio 104, France inter, 2007
- live, interview, "Le Contrôle Discal", Radio Nova, 2008 (+ video streaming)
- live, interview, RTL, 2008
- live, KCRW, 2010 (+ video streaming)
- rapporto,  Pop Etc, France Inter, 2013
- live, NRK, 2016 (+ video streaming)

## Opere
- (FR) Manu Chao, Sibérie m'était contée, illustrazioni di Wozniak, Les Mille Paillettes, 2004.